# 5850 Masaharu
5850 Masaharu (1990 XM) là một tiểu hành tinh vành đai chính được phát hiện ngày 8 tháng 12 năm 1990 bởi Endate và Watanabe ở Kitami.